# Tänzerin
Tänzerin, ou Danseuse, est un tableau réalisé par Jean Arp en 1925. Cette huile sur bois découpé et collé représente une danseuse. Elle est conservée au musée national d'Art moderne, à Paris.